# Sbardelatti Ágoston
Dudics János Ágoston, Sbardellati, Sbardelatti, Dudith (1500 – Palást, 1552. augusztus 10.) megyés püspök. A törökök ellen vívott háború hősi halottja.

## Származása
Velencei családból származott. Dudics András nagybátyja.

## Életútja

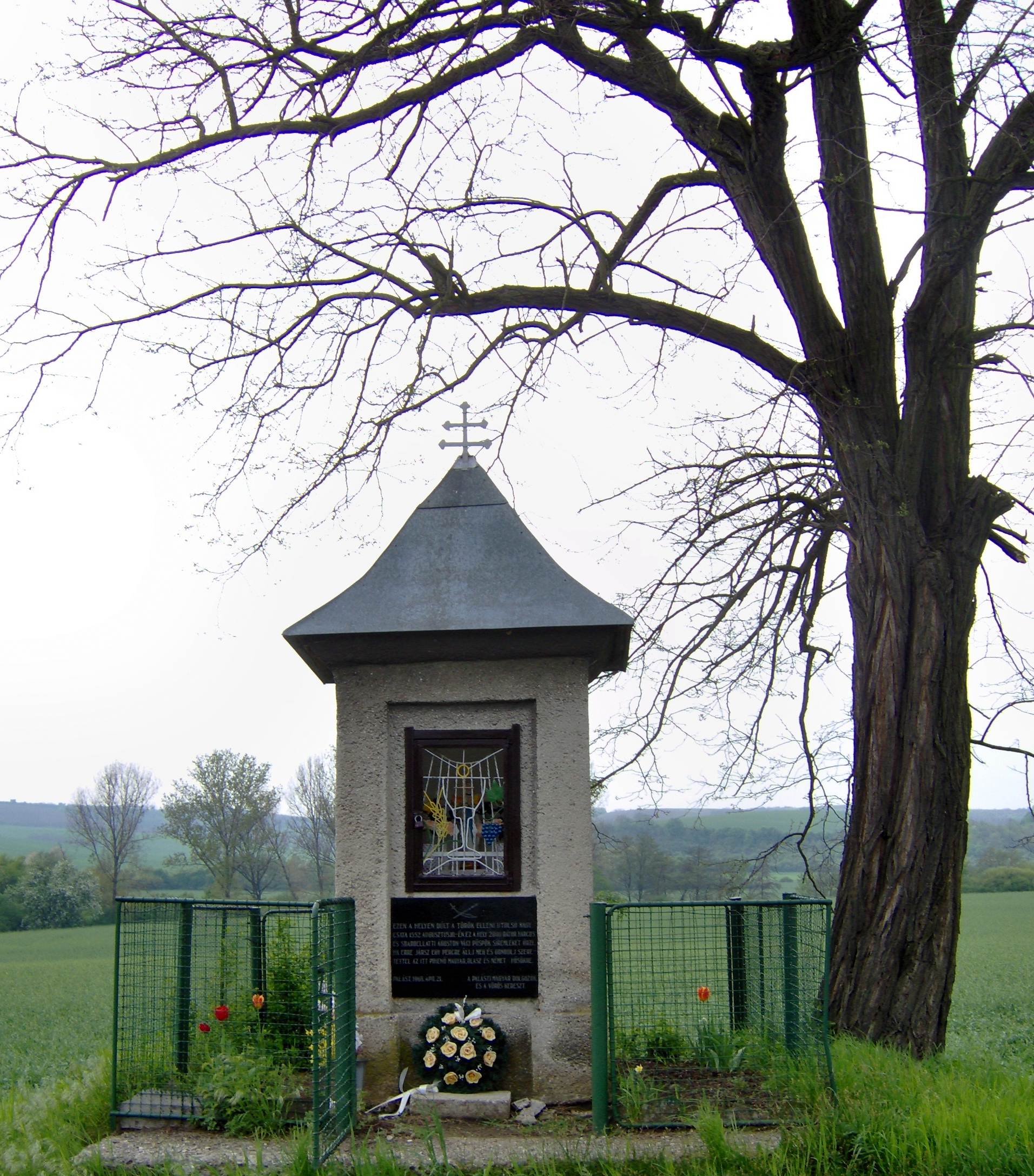
Török-kápolna

1530-ban szentgyörgymezei prépost, majd 1540-től a padovai egyetem hallgatója volt. Esztergom 1543-as ostromakor megmentette a törökök elől a káptalan levéltárát. 
I. Ferdinánd 1548. XII. 14-én kinevezte váci megyés püspökké. 
1549-ben lett esztergomi káptalani helynök. A király felvidéki városokba küldte a hitújítás terjedésének megakadályozására. 1550. július. 4-én III. Gyula pápa  erősítette meg a váci püspökségben, de a törökök támadása miatt székét nem foglalhatta el. 
I. Ferdinánd 1550. június. 21-én "lelkiekben és világiakban" az  esztergomi érsekség kormányzójává tette 700 Ft évi fizetésért és 20 falu jövedelmével, mivel az érseki jövedelmeket a török elleni védelem ürügyén lefoglaltatta. 
1551-ben püspökké szentelték. 1552-ben fegyvert fogott a török ellen,  a magyar sereg élelmezését biztosította,  és a palásti csatában halt hősi halált .

## Emléktábla
A Palást település melletti emlékkápolnán látható a csatában elesett a magyarok élelmezését biztosító Sbardelatti Ágoston (Dudics János) váci püspök (aki csatában elesett utolsó magyar főpapok egyike volt) emléktáblája.
Utóda a váci püspökségben Péterváradi Balázs.